# 永石光次
永石 光次（ながいし みつじ）は、大日本帝国海軍軍人。最終階級は海軍大尉。勲五等瑞宝章。

## 経歴・人物
佐賀県出身。母方の従兄は陸軍中将の宝蔵寺久雄。佐世保海兵団に入団し、横須賀、土浦、三重県香良洲にて勤務し、満州事変、支那事変、大東亜戦争とそれぞれ戦地に赴任した。対馬、安宅や足柄などの艦船に乗り組む一方、上海海軍特別陸戦隊の小隊長や三重海軍航空隊の予科練教官も務めた。
1943年12月5日、三重海軍航空隊にて勤務中、ミリの第66警備隊の増強隊（永石隊）長として同警備隊分隊長を補任。1944年1月3日永石隊はミリに向け横須賀を出港、1月26日継続地のクェゼリンに上陸。目的地へ出発前に米軍が上陸、永石光次中尉以下の増強隊員はクェゼリンの戦いにて玉砕。
1944年2月6日、戦死と認定され、同時に大尉に昇進。